# Cartoonito (Stati Uniti d'America)
Cartoonito è stato un blocco di programmazione statunitense presente su Cartoon Network e sul servizio di streaming HBO Max dal 13 settembre 2021 al 23 maggio 2025, con una programmazione rivolta ad un pubblico prescolare di 3-6 anni.

## Storia
Il 5 febbraio 2021, Cartoon Network annuncia un ampliamento della sua offerta per includere serie rivolte a un pubblico prescolare. Il 17 febbraio è stato annunciato che il marchio prescolare internazionale di WarnerMedia, Cartoonito, sarebbe arrivato su Cartoon Network negli Stati Uniti e in streaming su HBO Max nell'autunno 2021.
Nel marzo 2021 è stato attivato il sito web ufficiale del blocco.
Il blocco partì il 13 settembre 2021, con la trasmissione di Baby Looney Tunes, e veniva trasmesso su Cartoon Network dal lunedì al venerdì dalle 6:00 alle 13:00 e il sabato e la domenica dalle 6:00 alle 8:00.
Il 23 maggio 2025, la versione statunitense di Cartoonito ha cessato definitivamente le trasmissioni.

## Programmazione
- Baby Looney Tunes
- Bing
- Caillou
- Care Bears: Unlock the Magic
- Cocomelon
- Esme & Roy
- Mico e i FuFunghi
- Mo Willems Storytime Shorts (1a TV)
- Little Ellen (1a TV)
- Lucas the Spider (1a TV)
- Odo (1a TV)
- Pocoyo
- Sesamo apriti (stagioni 52-55)
- The Not-Too-Late Show with Elmo (1a TV)
- Il trenino Thomas - Grandi avventure insieme (1a TV)
- Un amore di mostro